# Нижньовартовський міський округ
Нижньова́ртовський міський округ (рос. Нижневартвоский городской округ) — адміністративна одиниця Ханти-Мансійського автономного округу Російської Федерації.
Адміністративний центр та єдиний населений пункт — місто Нижньовартовськ.

## Населення
Населення міського округу становить 275429 осіб (2018; 251691 у 2010, 239044 у 2002).